# 卡如乡
卡如乡（藏語：མཁར་རུ་），是中华人民共和国西藏自治区拉萨市尼木县下辖的一个乡镇级行政单位。

## 行政区划
卡如乡下辖以下地区：
卡如村和泽南村。